# 吉法里·阿南达法·普里哈迪卡
吉法里·阿南达法·普里哈迪卡（2000年6月5日—），印尼男子羽毛球運動員。在青年期，他曾与搭档普拉穆迪亚·库苏马瓦达纳·里扬托赢得2018年亚青赛男双季军。

## 簡歷
2017年7月，吉法里·阿南达法·普里哈迪卡代表印尼参加本国举办的亞洲青年羽毛球錦標賽，在率先进行的团体赛，助印尼队赢得混合團體亚军。
2018年2月，吉法里·阿南达法·普里哈迪卡与青年期搭档的费迪安·马哈迪卡·拉尼阿尔迪出战奧地利羽毛球公開賽，在男双準决赛以0比2（19-21、15-21）不敌赛会3号种子、跨国组合的（新西兰：奥利弗·莱顿-戴维斯/丹麦：拉塞·摩爾菲德），这也是他首次亮相国际成年赛事的首秀。同年7月，他代表印尼参加本国举办的亞洲青年羽毛球錦標賽，在率先进行的团体赛，助印尼队赢得混合團體季军；此外，还与青年期搭档普拉穆迪亚·库苏马瓦达纳·里扬托赢得男子双打季军。

## 主要比賽成績
只列出曾進入準決賽的國際賽事成績：
| 年份   | 賽事                 | 公開賽級別 | 項目     | 拍檔                           | 成績   |
| ------ | -------------------- | ---------- | -------- | ------------------------------ | ------ |
| 2017年 | 亞洲青年羽毛球錦標賽 | 其他       | 混合團體 | －                             | 亚軍   |
| 2018年 | 奧地利羽毛球公開賽   | 國際系列賽 | 男子雙打 | 费迪安·马哈迪卡·拉尼阿尔迪     | 準決賽 |
| 2018年 | 亞洲青年羽毛球錦標賽 | 其他       | 混合團體 | －                             | 季軍   |
| 2018年 | 亞洲青年羽毛球錦標賽 | 其他       | 男子雙打 | 普拉穆迪亚·库苏马瓦达纳·里扬托 | 季軍   |
| 2018年 | 世界青年羽毛球錦標賽 | 其他       | 混合團體 | －                             | 季軍   |
| 2019年 | 伊朗羽毛球國際挑戰賽 | 國際挑戰賽 | 男子雙打 | 阿德南·毛拉纳                  | 冠軍   |
| 2019年 | 越南羽毛球國際挑戰賽 | 國際挑戰賽 | 男子雙打 | 阿德南·毛拉纳                  | 準決賽 |

| 2007-2017年 | 首要超級賽 | 超級賽 | 黃金大獎賽 | 大獎賽 | 國際挑戰賽 | 國際系列賽 | 未來系列賽 | 其他 |

| 2018-2026年 | 總決賽 | 超級1000賽 | 超級750賽 | 超級500賽 | 超級300賽 | 超級100賽 | 國際挑戰賽 | 國際系列賽 | 未來系列賽 | 其他 |